# ケレチ・イヘアナチョ
ケレチ・プロミス・イヘアナチョ（Kelechi Promise Iheanacho, 1996年10月3日 - ）は、ナイジェリア・オウェリ出身のサッカー選手。ナイジェリア代表。ミドルズブラFC所属。ポジションはフォワード。

## クラブ経歴

### 初期経歴

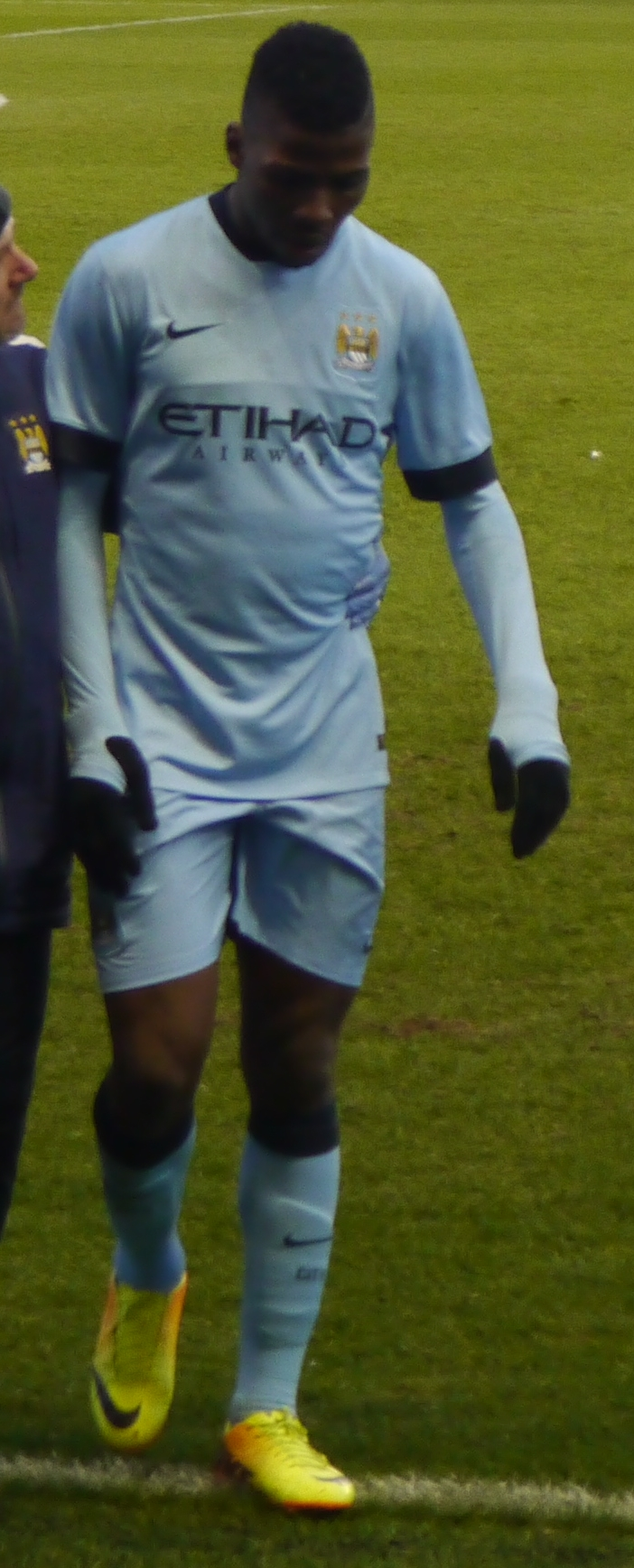
マンチェスター・シティでのイヘアナチョ (2015年)

ナイジェリア・イモ州オウェリのタイェ・アカデミィーに所属していた。2013 FIFA U-17ワールドカップでの活躍により、ヨーロッパのクラブから関心を集めた。本人はFCポルトへの加入を望んでいたが、父親や代理人の助言により、マンチェスター・シティFCへの加入を決めた。

### マンチェスター・シティ
2014年にマンチェスター・シティFCへ加入すると、開幕前に行われたプレシーズンマッチのインターナショナル・チャンピオンズカップでは、ACミランを相手に得点を挙げるなど、実力を証明した。ツアー後、10月の中旬まで、コロンバス・クルーでトレーニングをすることになった。マンチェスター・シティFCを率いるマヌエル・ペレグリーニ監督もイヘアナチョを高く評価しているが、労働許可の問題や負傷などによりデビューが遅れていた。

#### 2015-16シーズン
リーグ第4節のワトフォードFC戦にて、89分に交代で投入されプレミアリーグデビュー。第5節のクリスタル・パレスFC戦では、89分に交代で投入されると、相手GKに止められたシュートのこぼれ球を押し込み、出場から54秒後に公式戦初ゴールをあげた。イヘアナチョの得点が決勝点となり、チームは1-0で勝利した。　FAカップ4回戦のアストン・ヴィラ戦では、先発で出場すると、PKでの得点を含めたハットトリックを達成。チームの4-0での勝利に貢献した。　
その後、怪我で離脱していたサミル・ナスリに代わり、チャンピオンズリーグのメンバーに登録された。2016年2月24日チャンピオンズリーグ決勝トーナメント1回戦、FCディナモ・キーウ戦では、後半アディショナルタイムに交代で投入され、チャンピオンズリーグデビューを果たす。　
第35節のストーク・シティ戦では2得点をあげ、さらに第36節のサウサンプトン戦でも2得点を記録し、2試合連続で2得点をあげる活躍を見せた。また、チャンピオンズリーグ準決勝のレアル・マドリードとの試合では、途中交代での出場ながら、1stレグ、2ndレグと2戦連続で出場し、デビューシーズンながら大舞台での経験を得た。
リーグ戦では短い出場時間でありながら8得点をあげ、出場時間当たりの得点数では、2位につけていたチームメイトのセルヒオ・アグエロを上回る93.88分に1得点と、リーグ全体でトップの得点率を記録した。

#### 2016-17シーズン
リオデジャネイロオリンピックの招集メンバーに含まれていたが、クラブ側が招集を拒否し、本大会への出場は叶わなかった。2016年8月18日、クラブとの契約を、2021年まで延長したことが発表された。
2016年9月10日、リーグ第4節のマンチェスター・ダービーでは、アグエロの出場停止を受けてスタメンで起用された。ケヴィン・デ・ブライネの先制点をアシストし、さらにはポストに当たり跳ね返ったデ・ブライネのシュートを冷静に押し込み、シーズン初得点を記録した。試合は1-2で勝利した。なお、19歳342日での、マンチェスター・ダービーの得点は、マンチェスター・シティFCでの最年少記録となった。
2016年9月14日、チャンピオンズリーグのボルシア・メンヒェングラートバッハとの試合では、83分に交代で投入される。後半のアディショナルタイムに、ペナルティーエリア内でレロイ・サネから受けたパスを得意の左足でシュートし、ダメ押しとなる4点目を記録した。この得点は、チャンピオンズリーグでの初得点となり、チームは4-0と大勝した。3日後に行われた、4-0で勝利したプレミアリーグ第5節、AFCボーンマス戦でもゴールを決めた。このゴールにより、20歳未満でのプレミアリーグ通算二桁得点を記録した。この記録は、アフリカ人として、またマンチェスター・シティFCの選手として、初の記録となった。
冬にガブリエウ・ジェズスが加入すると、フォワードとしての序列が下がり出場機会が減少した。ジェズスが怪我で長期離脱をしていた期間も、ジョゼップ・グアルディオラからの信頼を得ることはできず、ベンチ外の日々が続いた。

### レスター・シティ
2017年8月3日、レスター・シティFCと2022年までの5年契約を結んだことが発表された。2017年8月11日、シーズン開幕戦となるアーセナル戦にてレスターでのデビューを果たした。2017年10月24日、EFLカップ、リーズ・ユナイテッド戦にて初ゴールを決めた。
2020-21シーズン前半は途中交代での出場がほとんどであったが、シーズン後半、主力陣の怪我が重なったことでレスターはシステムを変更。ジェイミー・ヴァーディとの2トップでの起用が増加していった。2021年3月14日、シェフィールド・ユナイテッド戦にて、プレミアリーグでの初のハットトリックを達成。その1週間後のFAカップ準々決勝マンチェスター・ユナイテッド戦では2ゴールを記録し、クラブは29年ぶりに準決勝に進出した。2021年4月3日にはクラブと新たに2024年までの3年契約を結んだ。2021年4月18日のFAカップ準決勝サウサンプトン戦では決勝ゴールを決め、1969年以来の決勝進出に貢献した。この試合を含む3月、4月の10試合で12ゴールをあげ、3月にはリーグ月間最優秀賞を受賞するなど、怪我による主力の不在とエースの不調が重なったチームを支えた。
2021年8月7日、FAコミュニティ・シールド、マンチェスター・シティ戦にて決勝点となるPKを決め、タイトル獲得に貢献した。
2024年6月8日、契約満了によるクラブ退団が発表された。

### セビージャ
2024年7月31日、セビージャFCに2年プラス1年のオプション付き契約で加入した。

## 代表経歴
2013年にアラブ首長国連邦で行われたU－17ワールドカップでナイジェリアを優勝に導き、自身も最優秀選手賞に選ばれたという実績を持つ。2015年11月13日のワールドカップアフリカ予選のスワジランド戦にて、66分に交代で投入され、フル代表デビューを果たした。2016年5月27日のマリ戦にて、フル代表での初ゴールを記録した。

### ユース世代
2013 FIFA U-17ワールドカップへの出場をかけた、2013 アフリカ U-17チャンピオンシップに臨む代表メンバーに選出されると、決勝戦でコートジボワールにPK戦の末に敗北したものの、準優勝の成績を納め、U-17ワールドカップへの出場資格を得た。U-17ワールドカップにおいてナイジェリア代表は、総得点26得点という攻撃力を武器に優勝を勝ち取った。この大会において、6得点7アシストと、チームの総得点の半分を演出し、攻撃の要としてチームを牽引した。その活躍からU-17ワールドカップでのゴールデンボール(大会MVP)、シルバーブーツ(得点ランキング2位)を同時受賞した。
2015 FIFA U-20ワールドカップにも出場したが、出場は2試合にとどまりチームはベスト16で敗北した。

## 人物・エピソード
- 2016-17シーズンから、FAカップでは準々決勝から決勝の延長戦の場合に限り、四人目の選手交代を認められることになった[37]。2017年4月27日、FAカップ準決勝にあたるアーセナルFC戦では、延長戦後半からラヒーム・スターリングとの交代でピッチに投入され、FAカップ史上初の四人目に投入された交代選手となった[38][39]。

- 2018年1月16日、FAカップのフリートウッド・タウンFC戦では、リヤド・マフレズのパスを受け、ゴールネットを揺らしたが線審は旗を挙げオフサイドの判定を下した。しかし、その後のビデオ判定にてオフサイドは無効となり正式にゴールと認められた。このゴールはイングランド史上初のビデオ判定で認められたゴールとなった[40]。

- 2020-21シーズン、5月18日のチェルシー戦でゴールを決め、同一シーズンの全曜日に開催されたリーグ戦ゴールを奪ったプレミア史上初の選手となった(新型コロナウイルスの影響での試合開催日程による影響あり。)[41]。

## 個人成績

### クラブ
2024年6月8日現在
| クラブ                   | シーズン | リーグ戦           | リーグ戦 | リーグ戦 | カップ戦 | カップ戦 | リーグ杯 | リーグ杯 | UCL  | UCL  | UEL  | UEL  | UECL | UECL | その他 | その他 | 合計 | 合計 |
| クラブ                   | シーズン | リーグ             | 試合     | 得点     | 試合     | 得点     | 試合     | 得点     | 試合 | 得点 | 試合 | 得点 | 試合 | 得点 | 試合   | 得点   | 試合 | 得点 |
| ------------------------ | -------- | ------------------ | -------- | -------- | -------- | -------- | -------- | -------- | ---- | ---- | ---- | ---- | ---- | ---- | ------ | ------ | ---- | ---- |
| マンチェスター・シティFC | 2015-16  | プレミアリーグ     | 26       | 8        | 3        | 4        | 2        | 2        | 4    | 0    | -    | -    | -    | -    | 0      | 0      | 35   | 14   |
| マンチェスター・シティFC | 2016-17  | プレミアリーグ     | 20       | 4        | 3        | 1        | 2        | 0        | 4    | 2    | -    | -    | -    | -    | 0      | 0      | 29   | 7    |
| マンチェスター・シティFC | 合計     | 合計               | 46       | 12       | 6        | 5        | 4        | 2        | 8    | 2    | 0    | 0    | -    | -    | 0      | 0      | 64   | 21   |
| レスター・シティFC       | 2017-18  | プレミアリーグ     | 21       | 3        | 5        | 4        | 2        | 1        | -    | -    | -    | -    | -    | -    | -      | -      | 28   | 8    |
| レスター・シティFC       | 2018-19  | プレミアリーグ     | 30       | 1        | 1        | 0        | 4        | 1        | -    | -    | -    | -    | -    | -    | -      | -      | 35   | 2    |
| レスター・シティFC       | 2019-20  | プレミアリーグ     | 20       | 5        | 2        | 1        | 4        | 4        | -    | -    | -    | -    | -    | -    | -      | -      | 26   | 10   |
| レスター・シティFC       | 2020-21  | プレミアリーグ     | 25       | 12       | 6        | 4        | 1        | 0        | -    | -    | 7    | 3    | -    | -    | -      | -      | 39   | 19   |
| レスター・シティFC       | 2021-22  | プレミアリーグ     | 26       | 4        | 1        | 1        | 3        | 1        | -    | -    | 4    | 0    | 8    | 1    | 1      | 1      | 43   | 8    |
| レスター・シティFC       | 2022-23  | プレミアリーグ     | 28       | 5        | 3        | 3        | 4        | 0        | -    | -    | -    | -    | -    | -    | -      | -      | 35   | 8    |
| レスター・シティFC       | 2023-24  | チャンピオンシップ | 23       | 5        | 1        | 0        | 2        | 1        | -    | -    | -    | -    | -    | -    | -      | -      | 26   | 6    |
| レスター・シティFC       | 合計     | 合計               | 173      | 35       | 19       | 13       | 20       | 7        | 8    | 2    | 11   | 3    | 8    | 1    | 1      | 1      | 232  | 61   |
| 通算                     | 通算     | 通算               | 219      | 47       | 25       | 18       | 24       | 9        | 8    | 2    | 11   | 3    | 8    | 1    | 1      | 1      | 296  | 82   |

1. ↑  FAコミュニティ・シールドへの出場

## 代表歴

### 出場大会
- ナイジェリア代表
  - 2018 FIFAワールドカップ

### 試合数
2024年8月1日現在
- 国際Aマッチ 55試合 15得点（2015年-）[43]

| ナイジェリア代表 | 国際Aマッチ | 国際Aマッチ |
| 年               | 出場        | 得点        |
| ---------------- | ----------- | ----------- |
| 2016             | 1           | 0           |
| 2016             | 6           | 4           |
| 2017             | 7           | 4           |
| 2018             | 11          | 0           |
| 2019             | 4           | 1           |
| 2021             | 9           | 2           |
| 2022             | 6           | 1           |
| 2023             | 6           | 3           |
| 2024             | 5           | 0           |
| 通算             | 55          | 15          |

### 得点
| #   | 日時           | 会場                                                             | 対戦相手       | スコア | 最終結果 | 大会                                  |
| --- | -------------- | ---------------------------------------------------------------- | -------------- | ------ | -------- | ------------------------------------- |
| 1.  | 2016年5月27日  | ルーアン、スタデ・ロバート・ディオコーン                         | マリ           | 1-0    | ○1-0     | 親善試合                              |
| 2.  | 2016年5月31日  | ルクセンブルク市、スタデ・ジョズィ・バーザル                     | ルクセンブルク | 0-2    | ○1-3     | 親善試合                              |
| 3.  | 2016年9月3日   | ウヨ、アクワ・イボム・スタジアム                                 | タンザニア     | 1-0    | ○1-0     | アフリカネイションズカップ2017予選    |
| 4.  | 2016年10月9日  | ンドラ、レビィ・ムワナワサ・スタジアム                           | ザンビア       | 0-2    | ○1-2     | 2018 FIFAワールドカップ予選           |
| 5.  | 2017年3月23日  | ロンドン、ザ・ハイブ・スタジアム                                 | セネガル       | 1-1    | ▲1-1     | 親善試合                              |
| -.  | 2017年5月26日  | コルシカ島、スタデ・フランコイズ・コティ                         | コルシカ島     | 1-1    | ▲1-1     | 親善試合(非FIFA加盟国)                |
| 6.  | 2017年6月1日   | パリ、スタデ・ムニシパル・デ・サイント・レウ・ラ・フォレット     | トーゴ         | 3-0    | ○3-0     | 親善試合                              |
| 7.  | 2017年9月1日   | ウヨ、アクワ・イボム・スタジオアム                               | カメルーン     | 4-0    | ○4-0     | 2018 FIFAワールドカップ予選           |
| 8.  | 2017年11月15日 | クラスノダール、スタディオンFKクラスノダール                     | アルゼンチン   | 1-2    | ○4-2     | 親善試合                              |
| 9.  | 2020年10月13日 | ザンクト・ファイト・アン・デア・グラン、ジャックレマンスアリーナ | チュニジア     | 1-0    | ▲1-1     | 親善試合                              |
| 10. | 2021年9月3日   | スルレレ・ラゴス、テスリム・バローガン・スタジアム               | リベリア       | 1-0    | ○2-0     | 2022 FIFAワールドカップ・アフリカ予選 |
| 11. | 2021年9月3日   | スルレレ・ラゴス、テスリム・バローガン・スタジアム               | リベリア       | 2-0    | ○2-0     | 2022 FIFAワールドカップ・アフリカ予選 |
| 12. | 2022年1月11日  | ガルア、スタッド・ルムデ・アジャ                                 | エジプト       | 1-0    | ○1-0     | アフリカネイションズカップ2021        |
| 13. | 2023年6月18日  | モンロビア、サミュエル・カニオン・ドウ・スポーツ・コンプレックス | シエラレオネ   | 3-2    | ○3-2     | アフリカネイションズカップ2023        |
| 14. | 2023年10月13日 | ポルティマン、エスタディオ・ムニシパル・デ・ポルティマン         | サウジアラビア | 2-1    | ▲2-2     | 親善試合                              |
| 15. | 2023年11月19日 | ブタレ、フエ スタジアム                                          | ジンバブエ     | 1-1    | ▲1-1     | 2026 FIFAワールドカップ・アフリカ予選 |

1. ↑  勝(○)、分(▲)、敗(●)

## タイトル

### クラブ
マンチェスター・シティFC
- フットボールリーグカップ : 2015-16

レスター・シティ
- FAカップ：2020-21
- コミュニティシールド：2021
- EFLチャンピオンシップ：2023-24

### 代表
ナイジェリアU-17
- 2013 FIFA U-17ワールドカップ[30]

### 個人
- FIFA U-17ワールドカップ 2013 ゴールデンボール[30]
- FIFA U-17ワールドカップ 2013 シルバーブーツ[45]
- CAF モスト・プロミシング・タレント・オブ・ザ・イアー： 2013[46] 2016[47]
- CAF ベストイレブン（サブメンバー）： 2016[47]
- プレミアリーグ月間最優秀選手：2020-21 3月
- レスター・シティ年間最優秀選手：2022-23[48]